# V viaggio apostolico di Benedetto XVI
Dal 28 novembre al 1º dicembre 2006 il papa si è recato in Turchia. Nel corso del viaggio apostolico il papa ha visitato 3 città, tra cui la capitale Ankara, celebrato due messe e partecipato ad altre 3 celebrazioni per lo più di tipo ecumenico.

## Svolgimento

### 28 novembre
In mattinata il Papa è partito dall'Aeroporto di Fiumicino per Ankara. Subito dopo l'arrivo il Papa ha visitato il Mausoleo di Ataturk. In seguito si è tenuta la Cerimonia di benvenuto e la visita di cortesia al Presidente della Repubblica Turca. Il Papa in seguito ha incontrato il Vice Primo Ministro, il Presidente per gli Affari religiosi e il Corpo Diplomatico.

### 29 novembre
Il 29 novembre il Papa ha celebrato la Santa Messa ad Efeso e poi si è recato ad Istanbul dove ha compiuto una visita di preghiera alla Chiesa Patriarcale di San Giorgio e ha incontrato Sua Santità Bartolomeo I.

### 30 novembre
Il 30 novembre il Papa ha partecipato alla Divina Liturgia nella Chiesa Patriarcale di San Giorgio e ha visitato il Mausoleo di Santa Sofia. In seguito ha compiuto una visita di preghiera alla Cattedrale Armena apostolico e ha incontrato Sua Beatitudine Mesrob II. In seguito il Papa ha incontrato il Metropolita Siro-Ortodosso, il Gran Rabbino della Turchia e i Membri della Conferenza Episcopale Cattolica con i quali ha cenato.

### 1º dicembre
Il Santo Padre ha celebrato la Santa Messa nella Cattedrale dello Spirito Santo ed infine prima di far ritorno a Roma si è tenuta la cerimonia di congedo.